# Parania badia
Parania badia är en stekelart som först beskrevs av Schmid 1969.  Parania badia ingår i släktet Parania och familjen brokparasitsteklar. Inga underarter finns listade i Catalogue of Life.